# Quintus Titurius Sabinus
Quintus Titurius Sabinus (? - říjen 54 př. n. l. Galie) byl římský legát a vojevůdce během galských válek Julia Caesara. Poprvé je zmíněn v roce 57 př. n. l. v tažení proti Rémům. V roce 56 př. n. l. ho Julius Caesar poslal se třemi legiemi na území dnešní Normandie proti povstaleckým kmenům Unellů a Lexoviů, které vedl galský válečník Viridovix. V tomto tažení galské povstání potlačil a povstalecké kmeny si podrobil.
V roce 54 př. n. l. byl ze severní Itálie vyslán společně s legátem Luciem Cottou do severní Galie, kde byli pověřeni velením jedné římské legie a pěti kohort, které zimovaly na území Eburonů. Pro nedostatek potravin před blížící se zimou vznikaly mezi Eburony a Římany konflikty. Patnáct dnů po příjezdu Sabina a Cotta byl římský tábor napaden Ambiorikem a Cativolcem z kmene Eburonů. Sabinus oproti Luciu Cottovi projevil menší odhodlání bránit opevnění, důvěřoval návrhům Ambiorika, který jim nabízel evakuaci tábora a bezpečný odjezd před blížícím se germánským útokem, ale tato nabídka byla pouhou záminkou a lstí, která měla vylákat římská vojska z opevněného tábora. Druhý den ráno byla římská vojska po opuštění tábora napadena a v bitvě u Atuatuka poražena. Titurius Sabinus i Lucius Cotta v bitvě padli.